# Jasenovac (żupania sisacko-moslawińska)
Jasenovac – wieś w Chorwacji, w żupanii sisacko-moslawińskiej, w gminie Jasenovac. Leży u ujścia rzeki Uny do Sawy. W 2011 roku liczyła 653 mieszkańców.
W czasie II wojny światowej znajdował się tu obóz koncentracyjny Jasenovac.